# 1194
سنة 1194 كانت سنة بسيطة تبدأ يوم السبت (الرابط يظهر نموذج التقويم الكامل للسنة) من التقويم اليولياني.

## أحداث
- تأسيس مدينة فينر نويشتات وتقع حاليا في النمسا.

## مواليد
- أفضل الدين الخونجي.
- فريدريك الثاني.
- ابن فلوس.

## وفيات
- إمام القراء الشاطبي.
- تانكريد ملك صقلية.
- حبيب بن سالم أمبوسعيدي.
- سلامة الأنباري.
- غي دي لوزينيان.
- ليوبولد الخامس دوق النمسا.